# Роберто Антоніо Рохас
Роберто Антоніо Рохас (ісп. Roberto Antonio Rojas, нар. 8 серпня 1957, Сантьяго) — чилійський футболіст, що грав на позиції воротаря, зокрема за національну збірну Чилі. Згодом — тренер.
Визнавався одним із найкращих південноамериканських воротарів XX сторіччя, проте передчасно завершив кар'єру після довічної дискваліфікації у 1989 році.

## Клубна кар'єра
Народився 8 серпня 1957 року в місті Сантьяго. Вихованець футбольної школи клубу «Депортес Авіасьйон». Дорослу футбольну кар'єру розпочав 1976 року в основній команді того ж клубу, в якій провів шість сезонів. 
Своєю грою за цю команду привернув увагу представників тренерського штабу клубу «Коло-Коло», до складу якого приєднався 1983 року. Відіграв за команду із Сантьяго наступні чотири сезони своєї ігрової кар'єри.
1987 року перейшов до бразильського «Сан-Паулу», кольори якого захищав до довічної дискваліфікації у 1989 році.

## Виступи за збірну
1983 року дебютував в офіційних матчах у складі національної збірної Чилі.
У складі збірної був учасником розіграшу Кубка Америки 1983 року, розіграшу Кубка Америки 1987 року, де разом з командою здобув «срібло», а також розіграшу Кубка Америки 1989 року.
Загалом протягом семирічної кар'єри у національній команді провів у її формі 49 матчів.

## Дискваліфікація
1989 року отримав довічну дискваліфікацію від ФІФА за свою безпосередню участь у спробі в шахрайський спосіб вплинути на результат гри Бразилія — Чилі в рамках відбору на чемпіонат світу 1990 року.
У другому таймі цієї гри, яку чилійцям необхідно було вигравати задля потрапляння на світову першість, вони поступалися з рахунком 0:1, і Рохас за вказівкою головного тренера Орландо Аравени симулював влучання в нього одного з фаєрів, які кидали у бік поля бразильські вболівальники. Як з'ясувалося згодом за результатами розслідування, Рохас проніс у воротарській рукавичці на поле лезо, яким порізав собі голову, після чого із закривавленим обличчям залишив поле. За ним пішли його партнери по команді, які відмовилися повертатися на поле, мотивуючи це побоюваннями за свою безпеку.
Чилійці сподівалися на присудження господарям гри бразильцям технічної поразки, утім врешті-решт технічну поразку було присуджено саме їм після того, як аналіз відеозаписів гри показав, що фаєр упав щонайменше у метрі від Рохаса, а подальше розслідування з'ясувало справжню причину появи крові на обличчі Рохаса. За результатами розслідування Рохаса, головного тренера чилійців і їх лікаря було довічно дискваліфіковано, збірній присуджено технічну поразку 0:2 і заборону на участь у відборі на чемпіонат світу 1994 року.
2001 року на прохання Союзу футболістів Чилі відсторонення Рохаса від футболу було скасоване.

## Кар'єра тренера
Працював тренером воротарів у бразильському «Сан-Паулу», опікувався підготовкою Рожеріо Сені, свого наступника на позиції основного воротаря команди. Після звільнення Освалдо де Олівейри у 2003 році деякий час очолював тренерський штаб «Сан-Паулу».

## Титули і досягнення
- Срібний призер Кубка Америки: 1987